# Vauxhall Firenza
Vauxhall Firenza — спортивный автомобиль, выпускавшийся с 1970 по 1975 год компанией Vauxhall.

## Описание
Кузов Vauxhall Firenza купеобразный, с двумя дверьми. В Южной Африке автомобиль продавался под названием Chevrolet Firenza до тех пор, пока в 1975 году на смену не пришли Chevrolet 1300/1900. Название Firenza автомобиль получил в честь итальянского города Флоренция.

## Droopsnoot Firenza
Рестайлинговая версия, представленная в 1973 году, получила название Droopsnoot (официальное название — High Performance (HP) Firenza). Передняя часть была отлита из стеклопластика. Впереди расположены 4 фары Cibié за крышками из закалённого стекла.

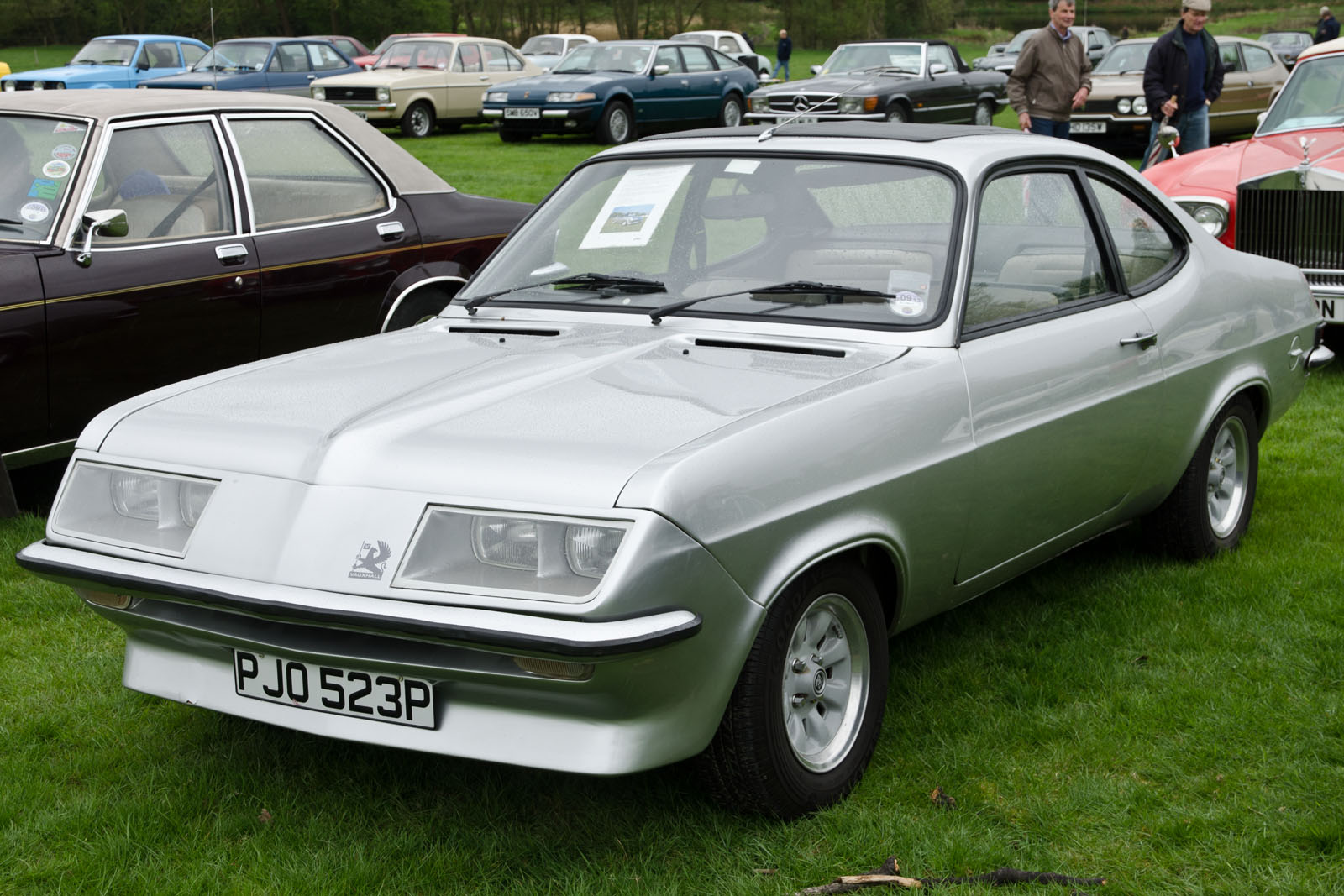
Вид спереди
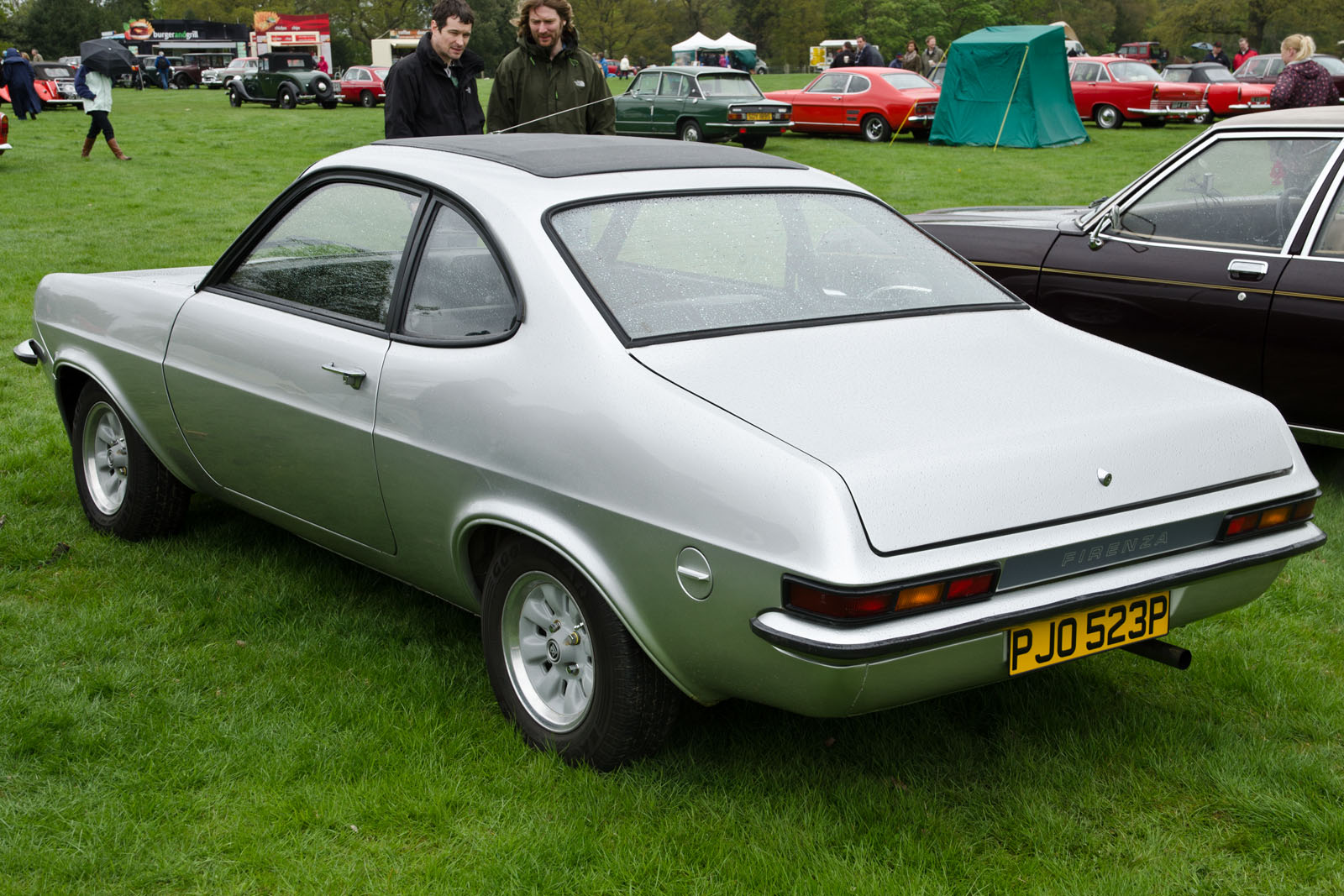
Вид сзади
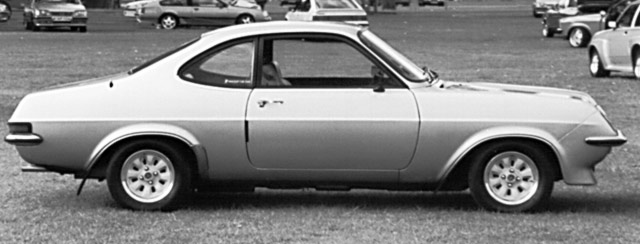
Вид сбоку

## Chevrolet Firenza
В Южной Африке с января 1971 года местная дочерняя компания General Motors выпускала двух- и четырёхдверные седаны Chevrolet Firenza. Ограниченная серия Chevrolet Can-Am (или Little Chev) оснащена 5-литровым двигателем V8, который применялся в Chevrolet Camaro Z/28 (1969).
В 1975 году Chevrolet Firenza был переименован в Chevrolet 1300/1900. Chevrolet 1300/1900 имеют большую квадратную радиаторную решётку, а также переработанные бамперы и капот.

Версия с кузовом хетчбэк, выпускавшаяся до 1978 года, получила название Chevrolet Hatch.

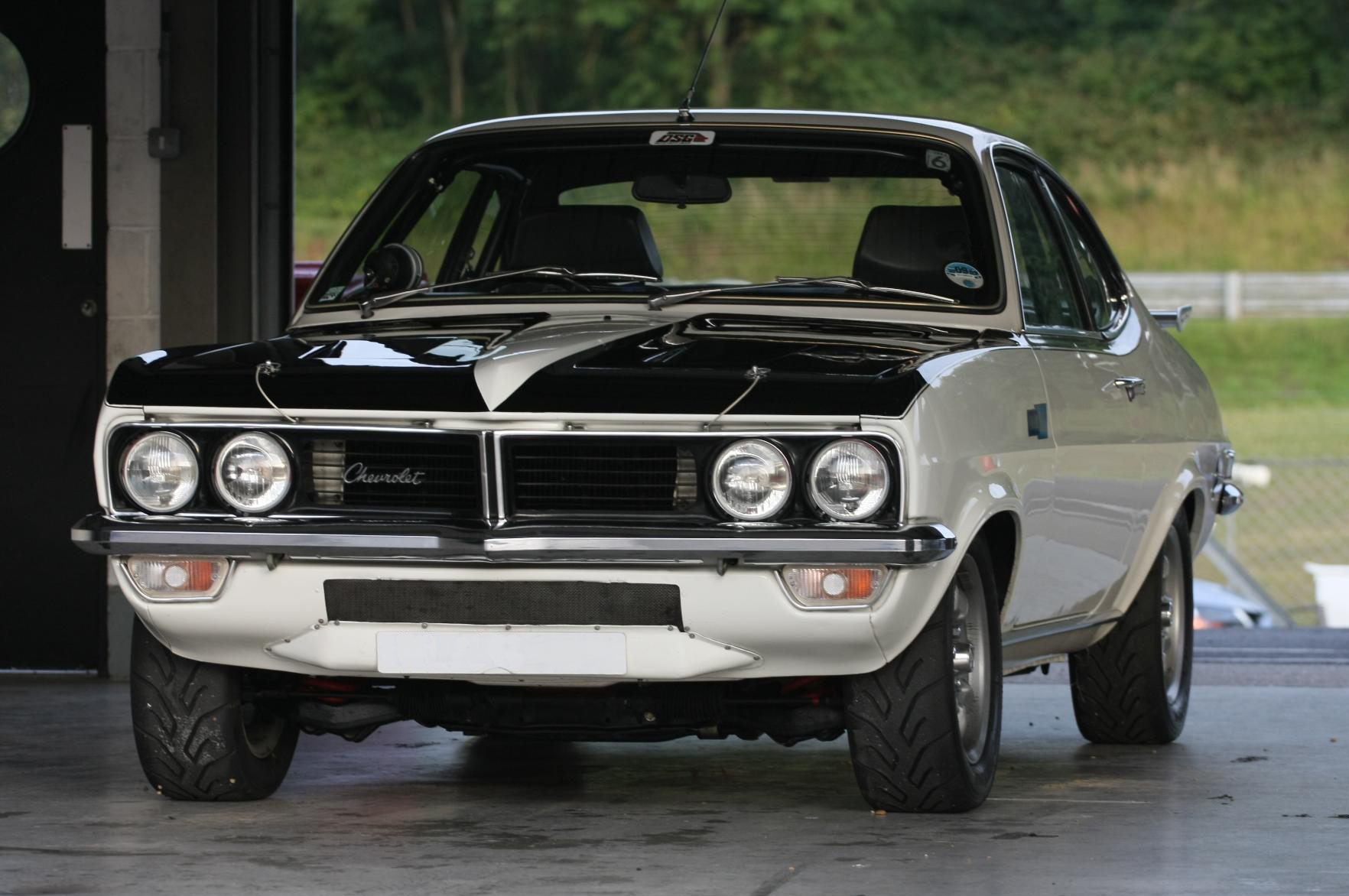
Chevrolet Firenza Can Am
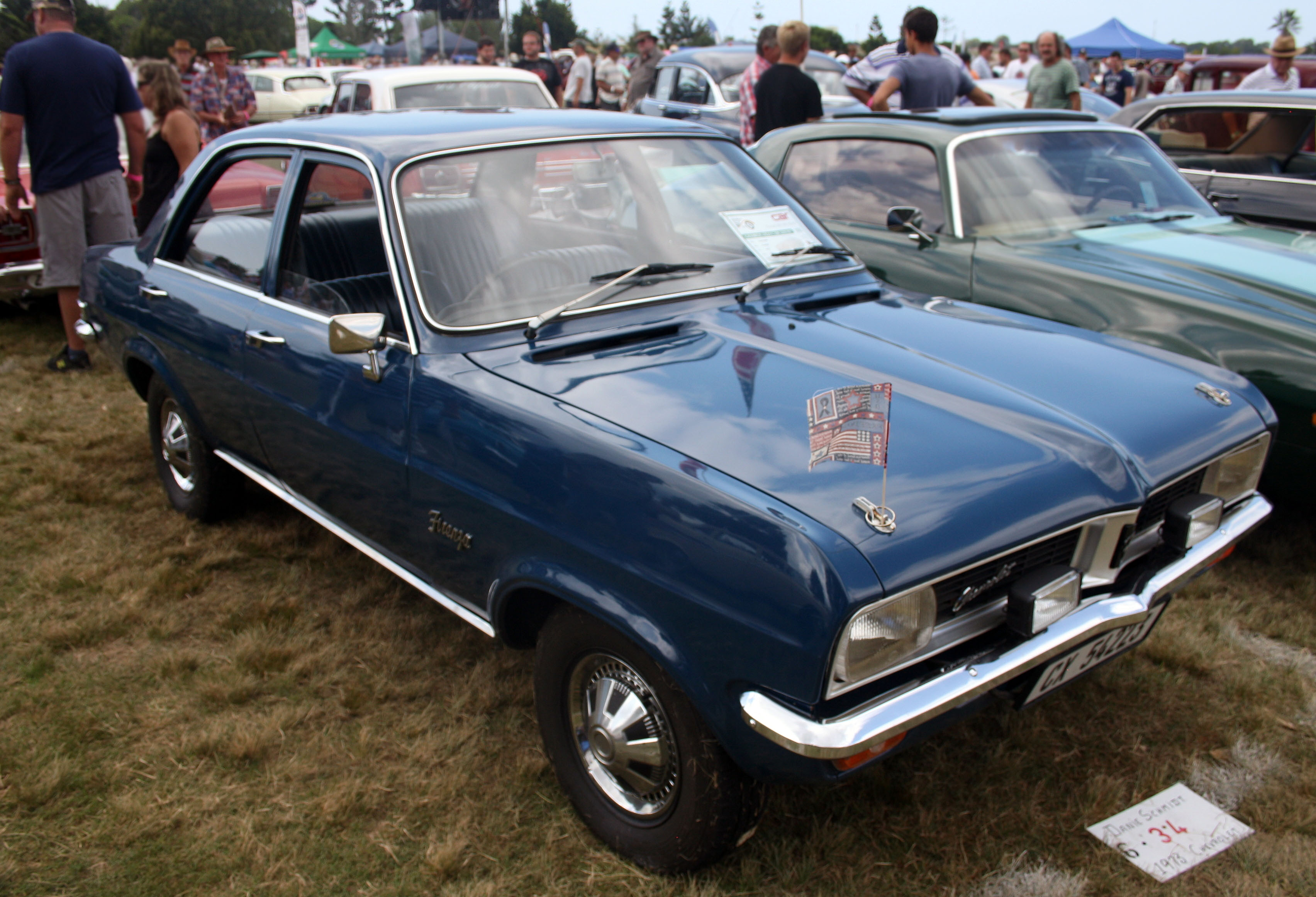
1973 Chevrolet Firenza